# Erwin Axer

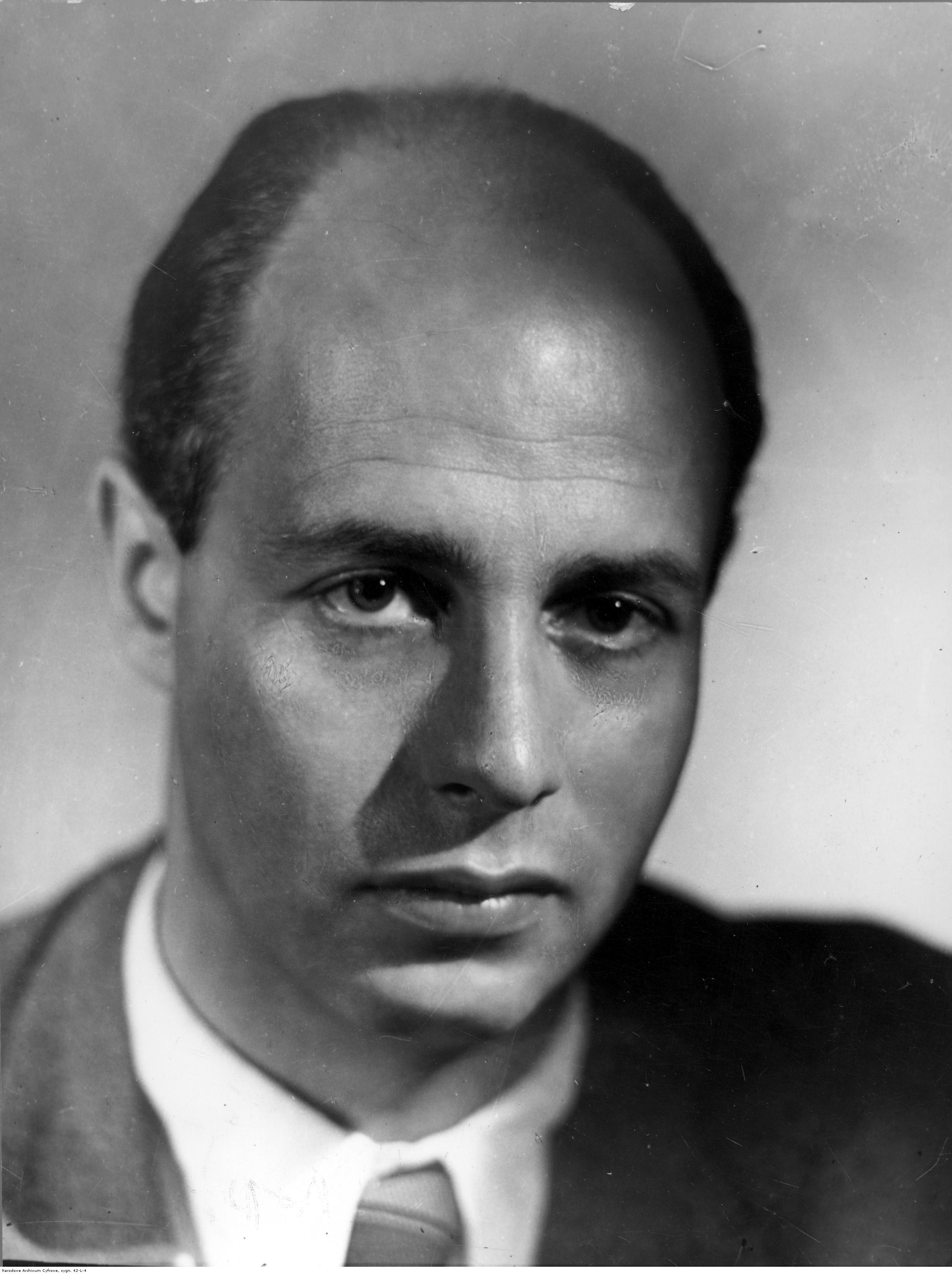
Erwin Axer

Erwin Axer (sinh ngày 1 tháng 1 năm 1917 -  mất ngày 5 tháng 8 năm 2012) là một đạo diễn, nhà văn và giáo sư đại học người Ba Lan. Ông từng giữ chức vụ giám đốc Nhà hát Współczesny ở Warszawa và tham gia dàn dựng nhiều vở kịch ở nước ngoài.

## Cuộc đời và sự nghiệp
Từ khi còn trẻ, Erwin Axer đã quyết định cống hiến cuộc đời mình cho sân khấu và nghệ thuật. Ông ra mắt công chúng lần đầu với tác phẩm mang tên Moon of the Caribbes của Eugene O'Neill vào cuối những năm 1930. 
Trong thời kỳ Liên Xô chiếm đóng Ba Lan, ông sinh sống tại Lwów (nay là Lviv) và phải kiếm sống bằng nghề diễn xuất và dàn dựng các vở kịch trong Nhà hát Kịch Ba Lan dưới sự kiểm soát của chế độ cộng sản. Sau khi Đức tiếp quản thành phố và cha ông bị bắt, Axer đã chuyển đến Warszawa.
Ông tham gia vào cuộc Khởi nghĩa Warszawa vào năm 1944 và bị quân Đức bắt làm tù binh. Sau đó, ông bị đưa đến một mỏ đá ở Đức làm nô lệ. Sau khi chiến tranh kết thúc, ông trở lại Ba Lan. Năm 1946, ông trở thành người đứng đầu của Nhà hát Chamber Theatre of the Soldiers' House tại Łódź. Sau năm 1962, Axer thường xuyên đạo diễn các vở kịch ở nước ngoài.